# نيكولاوس شتورش
نيكولاوس شتورش (بالألمانية: Nikolaus Storch)‏ هو عالم عقيدة ألماني، ولد في 1500 في تسفيكاو في ألمانيا، وتوفي في 1536 في ميونخ في ألمانيا.

## وصلات خارجية
- نيكولاوس شتورش على موقع الموسوعة البريطانية (الإنجليزية)